# Столкновения в Москве 1 мая 1993 года
Столкновения в Москве 1 мая 1993 года — события, которые произошли в Москве 1 мая 1993 года, когда первомайская демонстрация противников президента РФ Бориса Ельцина, организованная КПРФ, «Фронтом национального спасения», движением «Трудовая Россия» переросла в столкновения с милицией, в ходе которых погиб один боец ОМОН и пострадало более 200 гражданских лиц.

## Ход событий
Накануне демонстрации её организаторы получили из мэрии Москвы уведомление о том, что привычный для них маршрут шествия от Калужской площади до Манежной площади на этот раз власти согласовать не готовы. Организаторам предложили ограничиться шествием от Калужской площади до Крымского моста, что для них было неприемлемо.
Так как организаторы демонстрации заявляли о намерении двигаться на Красную площадь, то до начала мероприятия милицией были перекрыты Большая Якиманка и Крымский мост. Чтобы избежать столкновений с милицией, организаторы решили направить шествие в другую сторону — по Ленинскому проспекту к Воробьевым горам, где провести митинг на смотровой площадке МГУ. Однако правоохранители оперативно объехали демонстрантов по параллельной улице Вавилова и наскоро возвели баррикаду на подступах к площади Гагарина.
К 11 утра 1 мая 1993 года на Калужской площади собралось около 5 тысяч человек. В 11 утра колонна демонстрантов двинулась по Ленинскому проспекту, а милиция попыталась его перекрыть. Были образованы заграждения из грузовых автомобилей. Демонстранты прижали к грузовикам и практически сразу же прорвали цепи обычной милиции и ОМОН. Милиционеры отступили за первый ряд машин, у многих были отняты щиты, резиновые дубинки, шлемы. У дома №37 по Ленинскому проспекту ОМОН перешёл в контратаку, демонстранты стали с ним драться, используя древки знамён.
Прорвав первые два ряда заграждений, демонстранты столкнулись со следующей цепью ОМОНа. Они использовали захваченные грузовики для прорыва. Этим руководили Станислав Терехов, Виктор Анпилов и Игорь Маляров. Одним из грузовиков был раздавлен 25-летний сержант ОМОН Владимир Толокнеев, скончавшийся через четверо суток.
Около 11:40 против демонстрантов были применены водомёты. Они несколько отогнали толпу, но запаса воды хватило всего на несколько минут, а её напор был явно недостаточен. Демонстранты стали забрасывать ОМОН камнями. Столкновения прекратились около 12:00. Илья Константинов вступил в переговоры с милицией, предложив повернуть толпу обратно на Калужскую площадь, ему это разрешили.
На Калужской площади возобновился митинг, ораторы заявляли о начале гражданской войны. Около 14:00 митинг завершился.
В больницах после столкновений оказалось более 200 пострадавших. В отношении Виктора Анпилова было возбуждено уголовное дело по обвинению в организации массовых беспорядков, после октябрьских событий 1993 года ему были предъявлены дополнительные обвинения, но затем дело было прекращено по амнистии.